# Жак Боннаффе
Жак Боннаффе́ (фр. Jacques Bonnaffé; нар. 22 червня 1958, Дуе, деп. Нор, Франція) — французький актор театру, кіно та телебачення, театральний режисер.

## Біографія
Жак Боннаффе народився 22 червня 1958 року в місті Дуе, що в департаменті Нор у Франції. У 1978 році закінчив драматичне відділення консерваторії в Ліллі. З 1979 року виступав на сцені товариства Саламандра при Артстудії в класичних постановках «На дні» М. Горького, «Венеційський купець» Шекспіра та ін., здійснених режисером Крістіаном Рістом (1983—1984).
У 1979 році Жак Боннаффе дебютував у кіно, зігравши невелику роль у фільмі Едуарда Нієрманса «Антрацит». Після участі в еротичній драмі Жана-Люка Годара «Ім'я Кармен» (1983) його почали активно запрошувати на різні ролі в телевізійних фільмах, серіалах, у незалежних кінороботах і короткометражних стрічках. Знімався у фільмах таких режисерів, як Олів'є Дюкастель та Жак Мартіно, Тоні Маршалл, Клод Беррі, Жак Ріветт, Ален Корно, Домінік Молль та ін. Загалом фільмографія актора нараховує понад 90-х ролей.
За втілений Жаком Боннаффе образ Бруно у драмі 1985 року «Спокуса Ізабель» (реж. Жак Дуайон), а також за головну роль у фільмі Рене Фере «Хрещення» (1989) актора було двічі номіновано на французьку національну кінопремію «Сезар».
Як театральний актор Жак Боннаффе у 1991 році був відзначений премією Мольєра. Працює театральним режисером. Створене ним творче театральне об'єднання під назвою «Компанія фазанів» (фр. Compagnie faisan), у 2009-му також отримало премію Мольєра.

## Фільмографія (вибіркова)
| Рік       |    | Українська назва                             | Оригінальна назва                                | Роль                      |
| --------- | -- | -------------------------------------------- | ------------------------------------------------ | ------------------------- |
| 1975—1990 | с  | Сінема 16                                    | Cinéma 16                                        | Ален Дюваль               |
| 1980      | ф  | Антрацит                                     | Anthracite                                       | студент                   |
| 1982      | тф | Британік                                     | Britannicus                                      | Нерон                     |
| 1983      | ф  | Ім'я Кармен                                  | Prénom Carmen                                    | Жозеф Боннаффе            |
| 1984      | ф  | Париж очима... через двадцять років          | Paris vu par... 20 ans après                     | Поль (6-й епізод)         |
| 1984      | тф | Маніпуляції                                  | Manipulations                                    | Едмон                     |
| 1985      | ф  | Бланш і Марі                                 | Blanche et Marie                                 | Луї                       |
| 1985      | ф  | Найкраще в житті                             | Le meilleur de la vie                            | Адріан                    |
| 1985      | ф  | Сходи С                                      | Escalier C                                       | Клод                      |
| 1985      | ф  | Вона провела багато часу у світлі софітів... | Elle a passé tant d'heures sous les sunlights... | кінорежисер               |
| 1985      | ф  | Спокуса Ізабель                              | La tentation d'Isabelle                          | Бруно                     |
| 1986      | тф | Оскар і Валентин                             | Oscar et Valentin                                | Ален Дюваль               |
| 1986      | ф  | Секрет жінки                                 | La femme secrète                                 | Антуан                    |
| 1987      | ф  | Домашній арешт                               | Résidence surveillée                             | Джекі                     |
| 1988      | с  | Холодний піт                                 | Sueurs froides                                   | коханець Лоренс           |
| 1989      | ф  | Хрещення                                     | Baptême                                          | Андре Граве               |
| 1990      | тф | Таємничий гість                              | L'invité clandestin                              | Буржелен                  |
| 1990      | ф  | Кампанія Цицерона                            | La campagne de Cicéron                           | Іполит                    |
| 1990      | ф  | Лікування міокарду                           | La fracture du myocarde                          | вчитель історії           |
| 1991      | ф  | Артюр Рембо — біографія                      | Arthur Rimbaud - Une biographie                  | оповідач                  |
| 1991      | ф  | Діти вітру                                   | Les enfants du vent                              | Симон                     |
| 1993      | ф  | Подружні пари і коханці                      | Couples et amants                                | Поль                      |
| 1993      | ф  | Чи треба любити Матильду?                    | Faut-il aimer Mathilde?                          | Жан-П'єр                  |
| 1993      | ф  | Чуже місце                                   | La place d'un autre                              | доктор Ванакер            |
| 1995      | тф | Людина на повітряній подушці                 | L'homme aux semelles de vent                     | Берді                     |
| 1996      | тф | Лисяча кров                                  | Le sang du renard                                | Севрен                    |
| 1996      | тф | Рік сертифікату                              | L'année du certif                                | Поль Фонтане              |
| 1996      | ф  | Брати Граве                                  | Les frères Gravet                                | Жак Граве                 |
| 1997      | ф  | На щастя!                                    | C'est pour la bonne cause!                       | Мартіно                   |
| 1997      | ф  | Війна Люсі                                   | Lucie Aubrac                                     | Паскаль                   |
| 1997      | ф  | Капітан на довгий курс                       | Capitaine au long cours                          | Ерве / капітан Ерве       |
| 1998      | ф  | Майкл Кейл проти всесвітньої служби новин    | Michael Kael contre la World News Company        | головний лікар            |
| 1998      | ф  | Жанна і чудовий хлопець                      | Jeanne et le garçon formidable                   | Франсуа                   |
| 1998      | ф  | Салон краси «Венера»                         | Vénus beauté (institut)                          | Жак                       |
| 1999      | ф  | Найщасливіше місце на Землі                  | Le plus beau pays du monde                       | Куперен                   |
| 1999      | ф  | Посмішка клоуна                              | Le sourire du clown                              | батько Даніель            |
| 1999      | ф  | Невинний                                     | Innocent                                         | Максим                    |
| 2001      | ф  | Спробуй дізнайся                             | Va savoir                                        | П'єр                      |
| 2002      | ф  | Розкаяння                                    | La repentie                                      | Жозеф                     |
| 2002      | ф  | Дияволи                                      | Les diables                                      | Доран                     |
| 2002      | тф | Рік великих дівчаток                         | L'année des grandes filles                       | Поль                      |
| 2004      | ф  | Коли на морі приплив                         | Quand la mer monte...                            | Le serveur de bord de mer |
| 2005      | ф  | Рачки і черепашки                            | Crustacés et coquillages                         | Матьє                     |
| 2005      | ф  | Мистецтво красиво розлучатися                | Un fil à la patte                                | Фонтане                   |
| 2005      | ф  | Лемінг                                       | Lemming                                          | Ніколя Шевальє            |
| 2006      | с  | Крик                                         | Le cri                                           | Жуль Пано                 |
| 2006      | ф  | Прокляті дружби                              | Les amitiés maléfiques                           | професор Мортьє           |
| 2006      | ф  | Асистентка                                   | La tourneuse de pages                            | мосьє Прово               |
| 2007      | ф  | Друге дихання                                | Le deuxième souffle                              | Паскаль                   |
| 2007      | ф  | Капітан Ахав                                 | Capitaine Achab                                  | Starbuck                  |
| 2008      | ф  | Фабрика почуттів                             | La fabrique des sentiments                       | Андре                     |
| 2008      | ф  | З Індії на планету Марс                      | Des Indes à la planète Mars                      | Огюст Леметр              |
| 2009      | кф | Вільям раз, Вільям два                       | Les Williams                                     |                           |
| 2009      | ф  | 36 видів з піку Сен-Лу                       | 36 vues du Pic Saint Loup                        | Марло                     |
| 2011      | ф  | Кошмар за стіною                             | Derrière les murs                                | Поль                      |
| 2012      | ф  | Повернення додому                            | À moi seule                                      | Ів Фару                   |
| 2012      | тф | Клемансо                                     | Clémenceau                                       | Раймон Пуанкаре           |
| 2013      | ф  | Меня звуть Гм-м-м                            | Je m'appelle Hmmm...                             | батько Селін              |
| 2013      | ф  | Віолетта                                     | Violette                                         | Жан Жене                  |
| 2014      | тф | Схема Понці                                  | Le système de Ponzi                              | Зароссі                   |
| 2015      | ф  | Антон Чехов                                  | Anton Tchékhov 1890                              | Суворін                   |
| 2015      | ф  | Шалене кохання                               | Fou d'amour                                      | старший вікарій           |
| 2015      | ф  | У травні роби усе, що тобі подобається       | En mai, fais ce qu'il te plaît                   | Роже                      |
| 2016      | ф  | Син Йосипа                                   | Le fils de Joseph                                | фермер                    |

## Визнання
| Рік            | Категорія/Нагорода            | Фільм           | Результат | Результат |
| -------------- | ----------------------------- | --------------- | --------- | --------- |
| Премія «Сезар» |                               |                 |           |           |
| 1986           | Найперспективніший актор      | Спокуса Ізабель | Номінація |           |
| 1990           | Найкращий актор другого плану | Хрещення        | Номінація |           |